# Cónchar
Cónchar es una localidad española perteneciente al municipio de Villamena, en la provincia de Granada (comunidad autónoma de Andalucía). Está situada en la parte central del Valle de Lecrín. Cerca de esta localidad se encuentran los núcleos de Cozvíjar, Dúrcal y Marchena.

## Historia

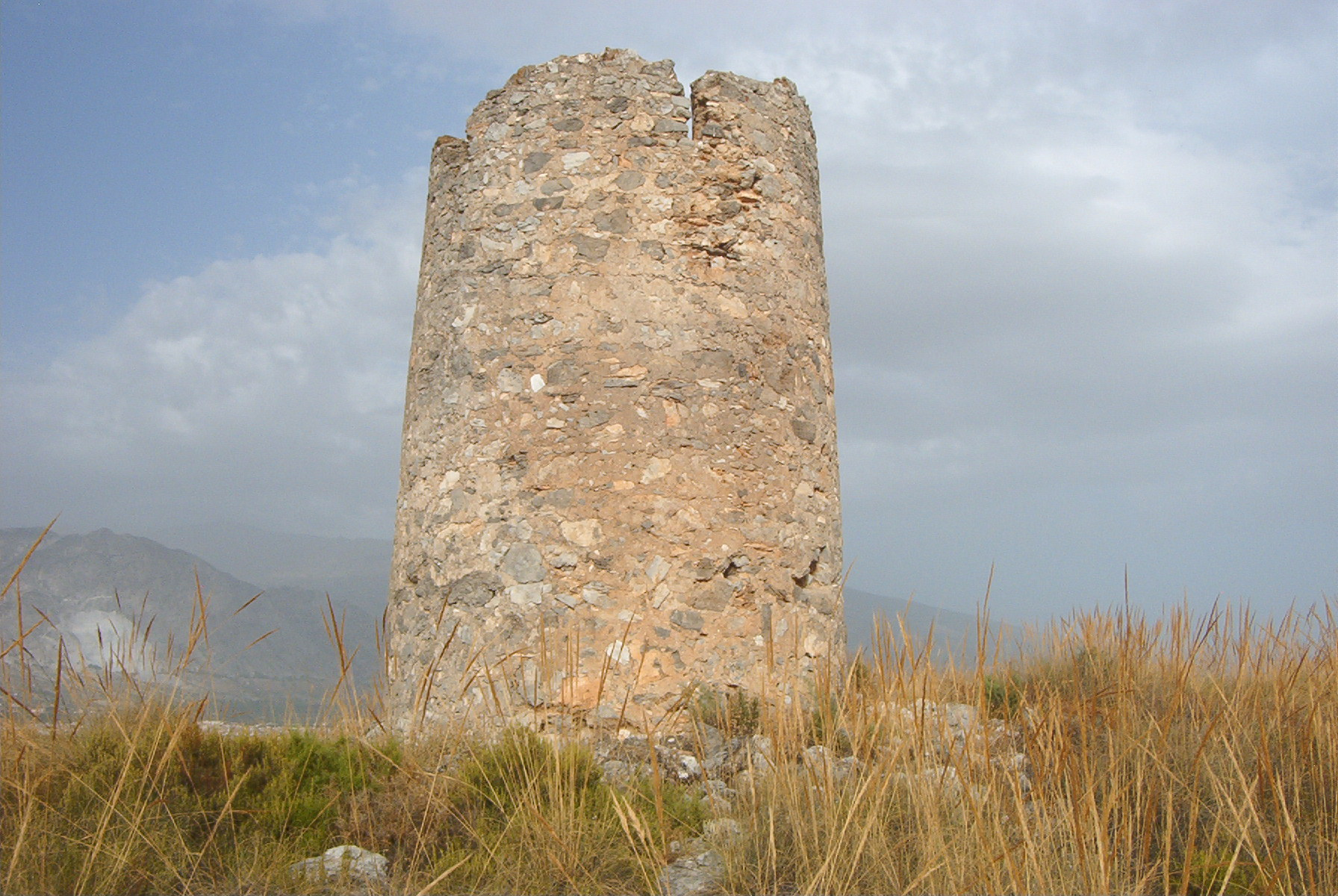
La Atalaya de Cónchar

Cónchar fue un municipio independiente hasta 1974, cuando se fusionó junto con Cozvíjar en un solo municipio llamado Villamena —por el antiguo señorío del conde de Villamena de Cozvíjar—, recayendo la capitalidad municipal en el núcleo cofieño.

## Demografía
| Gráfica de evolución demográfica de Cónchar entre 1842 y 1970 |
| |
| Población de derecho según los censos de población del INE Población de hecho según los censos de población del INEEn 1974 este municipio desaparece porque se agrupa en el municipio Villamena |

## Cultura

### Patrimonio
Entre los monumentos de Cónchar destaca la iglesia parroquial de San Pedro (siglo XVII), obra del arquitecto granadino Ambrosio de Vico, así como una atalaya de origen nazarí junto a la carretera que conduce a Cozvíjar.

### Fiestas
Las fiestas patronales se celebran en torno al 16 de agosto en honor a San Roque, patrón del pueblo.
El 1 de enero tiene lugar la rifa de la Hermandad de Ánimas de Cónchar, subasta centenaria que perdura en la actualidad. El 6 de enero se celebra la Fiesta del Mosto, con degustación gratuita de vino del pueblo. Y el 25 de julio hay una romería en honor a Santiago Apóstol —patrón de España—, con verbena nocturna.